# Phryganophilus affinis
Phryganophilus affinis is een keversoort uit de familie zwamspartelkevers (Melandryidae). De wetenschappelijke naam van de soort werd in 1985 gepubliceerd door Nikolay Borisovich Nikitskiy.